# C. P. Huntington
C. P. Huntington (амер. англ. C. P. Huntington) — танк-паровоз с осевой формулой 2-1-2. Самый первый локомотив дороги Southern Pacific, названный в честь Коллиса Хантингтона.

## История
Паровоз был построен в октябре 1863 года на заводе Cooke под заводским номером 277. Тогда же он был приобретён Central Pacific Railroad (CP) для которой стал третьим локомотивом. Эксплуатация паровоза началась 15 апреля 1864 года при строительстве западной части первой трансконтинентальной железной дороги. 5 февраля 1871 года паровоз приобрела Southern Pacific Railroad (SP), которая эксплуатировала его в северной части Калифорнии. В 1873 году паровоз подвергся ремонту, при этом был изменён клапанный механизм. В 1888 году, в ходе очередного ремонта, на паровозе был заменён паровой котёл. В 1891 году, в связи с перенумерацией паровозов, номер «C. P. Huntington» сменился на 1001. Паровоз был оставлен в резерв и простоял там в общей сложности до 1914 года, пока его не решили поначалу списать на металлолом. Однако вместо этого, паровоз подвергся косметической реставрации и в 1915 году был представлен на Панамо-Тихоокеанской международной выставке. 
Впоследствии паровоз был помещён в Калифорнийский государственный железнодорожный музей где и пребывает в настоящее время.

## Культурные аспекты
- Существует несколько реплик паровоза, главным образом с дизельным двигателем. Эксплуатируются они в парке развлечений Саутингтона и в зоопарке Санта-Барбары.
- Уникальная конструкция паровоза послужила прототипом для главного героя популярной в США сказки «Паровозик, который смог».